# 폼일화

폼일기는 파란색으로 표시되어 있다.

폼일화(영어: formylation) 또는 포르밀화는 생화학에서 폼일기의 첨가를 의미한다. 폼일기는 수소에 결합된 카보닐기로 구성된다. R 그룹에 부착되면 폼일기를 알데하이드라고 부른다.
폼일화는 몇몇 중요한 생물학적 과정에서 확인되었다. 메티오닌은 1964년에 마커(Marcker)와 생어(Sanger)에 의해 대장균에서 폼일화가 일어나는 것이 처음으로 발견되었으며, 나중에 세균과 세포소기관에서 단백질 합성의 개시에 관여하는 것으로 확인되었다. N-폼일메티오닌의 형성은 메티오닐-tRNA 폼일트랜스퍼레이스에 의해 촉매된다. 또한 두 번의 폼일화 반응이 퓨린의 신생합성에서 일어난다. 이러한 반응은 글리신아마이드 리보뉴클레오타이드 트랜스폼일레이스 및 5-아미노이미다졸-4-카복시아마이드 리보타이드 트랜스폼일레이스에 의해 촉매된다. 최근에 폼일화는 유전자 발현을 조절할 수 있는 히스톤 변형에 관여하는 것으로 밝혀졌다.

## 같이 보기
- N-폼일메티오닌